# Pierre Deval
Pierre Deval (Costantinopoli, 28 ottobre 1758 – Villiers-le-Bel, 23 agosto 1829) è stato un politico francese, Console-Generale di Francia presso l'Algeria ottomana dal dicembre 1791 al luglio 1792 e dal settembre 1814 al giugno 1827. Giocò un ruolo preminente nei fatti che portarono all'Invasione di Algeri (1830) da parte delle truppe francesi.

## Biografia
Figlio di Alexandre Philibert Deval, dragomanno a Costantinopoli, e Catherine Mille, nacque nella capitale dell'Impero ottomano. Il 27 agosto 1765 entrò nel Collegio di Clermont (futuro "Lycée Louis-le-Grand") come ove seguì il corso di studi definito in accordo alla "École des jeunes de langues" voluto da Jean-Baptiste Colbert. Si laureò l'8 agosto 1774.
Il primo incarico diplomatico di Deval fu quello di dragomanno a Sidone, poi Laodicea (Siria), Aleppo ed infine cancelliere ad Alessandria d'Egitto. Il 27 agosto 1786 venne nominato vice-console a Baghdad e console generale ad Algeri ma dovette rinunciare a tale incarico per richiesta diretta del locale governatore ottomano, Husayn III d'Algeri. Trascorse a Costantinopoli gli anni tumultuosi della Rivoluzione francese, tornando in patria solo nel 1803.
Deval riprese a disimpegnare incarichi diplomatici attivi solo nel 1814 quando (12 settembre) venne nominato console-generale di Algeri.

Gli venne affidata la gestione di una questione abbastanza delicata. Un mercante ebreo di Livorno, tale Giacomo Bacri, vantava con la Francia un credito di sette milioni di franchi d'oro per la vendita di grano all'esercito rivoluzionario durante la Campagna d'Egitto. Bacri era a sua volta debitore nei confronti del dey di Algeri e lamentava di non poter saldare il conto con il governatore a causa dell'insolvenza francese. Deval era inoltre incaricato di ottenere da Husayn Dey la conferma dei possedimenti francesi su suolo algerino (conferma ottenuta tramite i trattati del 29 marzo 1818).

Nel 1827, il "debito Bacri" non era ancora stato risolto mentre, per contro, i francesi andavano sistematicamente rafforzando la loro posizione in Algeria per tramite di insediamenti militari coordinati dal nipote di Deval, Alexander, presso Annaba e El Kala. Il 29 aprile, il dey richiamò a colloquio Deval e pretese il saldo del debito Bacri. Al rifiuto del console, Husayn, in un impeto di rabbia, lo colpì al capo con il suo ventaglio. Carlo X di Francia, desideroso di aumentare il suo prestigio e la sua popolarità con manovre politico-militari "patriottiche", usò questo come pretesto per avviare un blocco contro il porto di Algeri.
Deval venne richiamato in patria nel mese di giugno.

Morì a Villiers-le-Bel il 23 agosto 1829.